# Ciklon v Bholi
Ciklon v Bholi je bil močan tropski ciklon, ki je 13. novembra 1970 dosegel Vzhodni Pakistan, današnji Bangladeš. Ciklon predstavlja eno največjih naravnih katastrof v zgodovini, zaradi njegovih posledic je umrlo okrog pol milijona ljudi, predvsem zaradi utopitve. 
Počasen odziv Pakistanske vlade je bil eden od glavnih razlogov, ki so pripeljali do bangladeške osamosvojitvene vojne leta 1971. 